# Giacomo Rho
Giacomo Rho (latinsko Jacobus Rho; slovensko: Jakob Rho), ali na Kitajskem Luo Jagu (kitajsko: 羅雅谷; pinjin: Luo Yagu), vljudnostno ime Vejšao (kitajsko: 味韶; pinjin: Weishao), italijanski jezuit, duhovnik, misijonar in astronom na Kitajskem, * 29. januar 1593, Milano ali Pavia, † 27. april 1638, Peking, Čingova vladavina.

## Življenjepis
Jakobov oče je bil pravnik. V Družbo Jezusovo je vstopil kot dvajsetletnik. V zrelih letih se je odlikoval v matematiki, ki pa mu v mladosti ni ravno šla od rok. 
V Rimu ga je posvetil v duhovnika kardinal sveti Robert Bellarmino. 
V misijone na Daljni vzhod je odplul leta 1617 s štiriinštiridesetimi tovariši. Po krajšem postanku v Goi so nadaljevali potovanje do Macaa. 
Tukaj se je dokončno temeljito pripravljal za svoje poslanstvo na Kitajskem na Univerzi svetega Pavla v Makavu.

#### Bitka za Macau
Z macajsko bitko so leta 1622 hoteli rešiti spor med Nizozemsko in Portugalsko za portugalsko naselbino Macau. Odvijal se je za časa kitajske vladavine Ming. Portugalci, ki so bili številčnejši, toda brez ustrezne utrdbe, so 24. junija po tridnevni bitki uspeli odbiti Nizozemce, ki so mesto oblegali z ladjami. Zmago pripisujejo Rhojevi iznajdljivosti. Uspelo mu je usmeriti top tako, da je krogla padla ravno na sod smodnika sredi nizozemskih napadalcev – in tako do napada sploh ni prišlo. 
Jakob se je torej našel sredi nevarnih razmer v Macau, ko je Nizozemska hotela zasesti to portugalsko kolonijo leta 1622 in jo je z ladjami oblegala ter obstreljevala. Takrat je pokazal, koliko pomeni v praksi znanje, ki si ga je pridobil med šolanjem. Naučil je prebivalstvo pravilnega ravnanja s topovi in jim tako pomagal do zmage. V bitki je sodelovalo več sužnjev kot svobodnih, a si niso iskali drugih gospodarjev. 
Njegova iznajdljivost in učenost je prišla na uho tudi kitajskemu cesarju: to mu je odprlo pot na njegov dvor.
Po bitki so Portugalci mesto obdali z obzidjem in utrdbami. 
Bitka je bila edini večji zaplet, ki sta jo na kitajski celini vodili kaki evropski sili, vse do Boksarske vstaje konec 19. stoletja, ko je kar osem združenih evropskih sil napravilo konec rasističnemu divjanju zoper kristjane in tujce, cerkve in evropska ter druga veleposlaništva.

### Na cesarskem dvoru
Rho je kmalu obvladal zapleteno kitajščino. 1631 ga je v Pekingu sprejel cesar in mu poveril popravilo kitajskega koledarja, iz katerega je skupaj s svojim redovnim sobratom Schallom s cesarjevim dovoljenjem - kljub nasprotovanju domačih zvezdogledov - izbrisal en cel, toda nepotreben mesec; delal pa je na tej zadevi - poleg drugih iznajdb - vse do svoje smrti.

## Smrt in spomin
Umrl je v Prepovedanem mestu 27. aprila 1638. Cesar mu je priredil slovesen pogreb, ki so se ga udeležili številni mandarini in drugi visoki uslužbenci. 

### Zapuščina
Rho je zapustil dokončano veliko delo ureditve neurejenega kitajskega koledarja, iz katerega je izločil en odvečen mesec. Izkazal se je tudi v reševanju zapletenih astronomskih vprašanj. Odlikoval se je v teoloških zadevah in ni opustil vztrajnega pridobivanja novih katoličanov zlasti med izobraženstvom.
Pokopali so ga na jezuitskem Džalanskem pokopališču v Pekingu, kjer se še danes nahaja njegov grob.